# Jens Kilian
Jens Kilian (geboren 1958 in Dresden) ist ein deutscher Szenen-, Bühnen- und Kostümbildner.

## Leben
Jens Kilian wurde als Sohn des Regisseurs, Kameramanns und Produzenten Georg Kilian in Dresden geboren. Wie sein älterer Bruder, ein Produktionsleiter, war Kilian vom Film fasziniert, genauso wie sein Großvater, ein Schnittmeister und Requisiteur bei der UFA und später sein Vater bei der DEFA. Kilian verbrachte seine Kindheit in Ost-Berlin. 1979 beendete er ein dreijähriges Volontariat für Filmszenenbild beim DEFA-Studio für Spielfilme unter der Leitung von Alfred Hirschmeier. Es folgte ein Kostüm- und Bühnenbildstudium an der Kunsthochschule Berlin-Weißensee bei Gunter Kaiser und Manfred Grund, das er 1984 mit einer in der DDR verbotenen Diplomarbeit beendete.
Nach einem kurzen Engagement als Filmausstatter und Szenenbildner bei der DEFA durfte Kilian 1984 aufgrund einer Heirat nach West-Berlin ausreisen, wo er von 1985 bis 1990 eine Beschäftigung als Bühnenbildassistent an der Deutschen Oper Berlin fand. Zwischen 1990 und 1992 war Jens Kilian Ausstattungsleiter an den Bühnen der Stadt Köln, ehe er 1992 als freischaffender Bühnen- und Kostümbildner in Deutschland, Österreich und der Schweiz tätig wurde, darunter auch für das Deutsche Schauspielhaus in Hamburg, die Münchner Kammerspiele, das Burgtheater sowie die Opernhäuser von Frankfurt, Nürnberg, Stuttgart und Berlin.
2015 war er bei den Bad Hersfelder Festspielen (Komödie der Irrungen) tätig, 2016 für Hexenjagd, 2017 für Luther – der Anschlag und 2018 für Peer Gynt.